# Phyllis Green
Phyllis Green (née le 8 février 1908 à Peckham, décédée en 1999 à Ewell, Surrey), est une athlète anglaise qui détint le record du monde du saut en hauteur lors des championnats de la Women's Amateur Athletic Association de Stamford Bridge (Londres) le 11 juillet 1925 en effaçant la barre à 5 pieds, (1,524 m), puis la même année battit le record du monde du saut en longueur.
Sa carrière sportive fut brève : elle épousa un missionnaire, M. Nicoll, qu'elle accompagna en Malaisie, où une église porte son nom. Puis le ménage s'établit à Ewell, une bourgade du Surrey, au n°11, Conaways Close. Phyllis Green ne devait plus quitter ce village. Les habitants d'Ewell la connaissaient comme Phyllis Nicoll. Elle représenta encore le Royaume-Uni aux Jeux Olympiques en 1938, mais refusait de participer aux épreuves le dimanche. Les souvenirs de la carrière de l'athlète sont conservés au musée Bourne Hall d’Ewell.